# 滁州路
滁州路，元朝时设置的路。
至元十五年（1278年）升滁州置，治所在清流县（今安徽省滁州市）。辖境相当今安徽省滁州市和全椒、来安等县。二十年复降为滁州，隶扬州路。领三县：清流县、来安县、全椒县。